# Předměstí (Uherský Brod)
Předměstí (německy Vorstadt) je bývalé předměstí v Uherském Brodě ve Zlínském kraji. Pod názvem Uherský Brod Předměstí se do roku 1896 také jednalo o samostatné katastrální území.

## Historie
Před hradbami města Uherský Brod se východním a jihovýchodním směrem nacházela předměstská zástavba tvořená dnešními ulicemi Pořádí, Horní Valy, Dolní Valy, Pod Dvorkem, Rybářská a Předbranská. Součástí Předměstí byla rovněž ulice Provazní a Kučerovo náměstí. Od poloviny 18. století bylo Předměstí správně samostatné a nebylo součástí vlastního Uherského Brodu. Po zrušení patrimoniální správy bylo přičleněno k Uherskému Brodu a v následujících desetiletích s ním stavebně splynulo. V roce 1883 byla poblíž Předměstí zprovozněna železniční stanice Uherský Brod, v té době konečná stanice železnice ze Starého Města, která byla v roce 1888 coby Vlárská dráha prodloužena skrze Předměstí dále do Trenčianske Teplé.
Samostatné katastrální území Předměstí bylo zrušeno v roce 1896 a jeho plocha byla přičleněna k uherskobrodskému katastru.

## Galerie

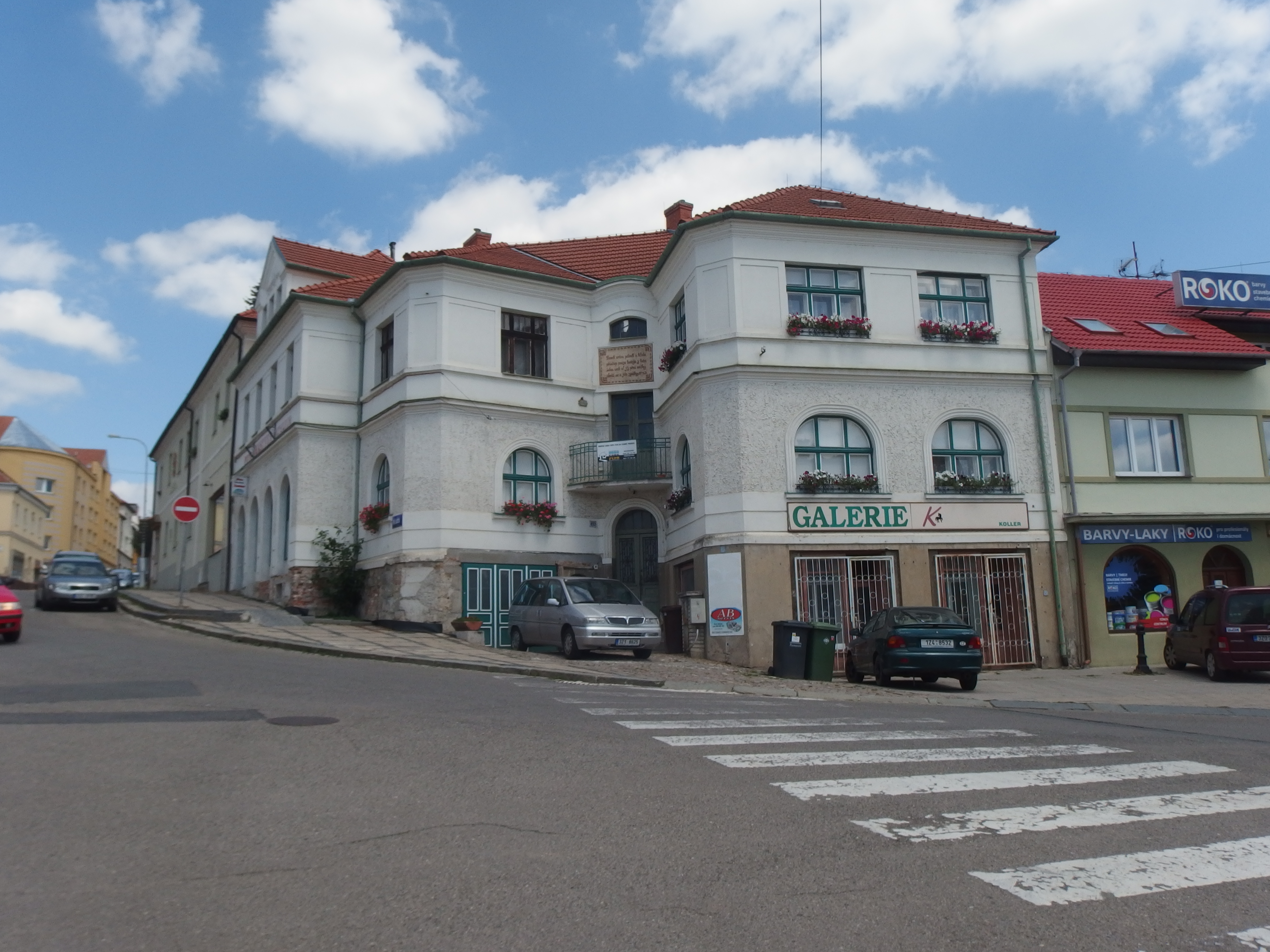
Městská zástavba v ulici Dolní Valy poblíž zaniklé Nivnické brány
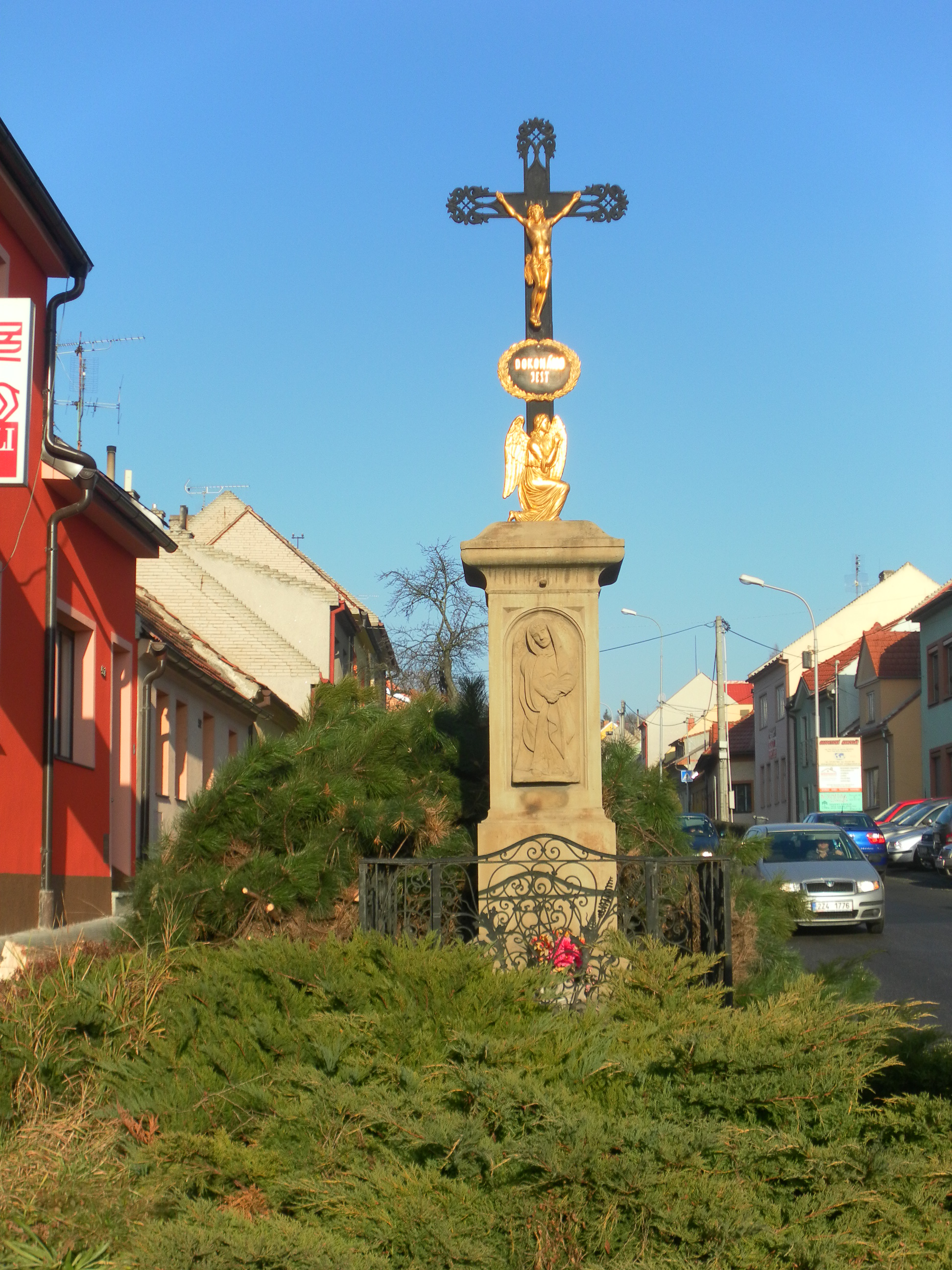
Kříž v ulici Horní Valy